# Cavalry Football Club
Maillots
Actualités
Le Cavalry Football Club est un club professionnel de soccer basé à Spruce Meadows, à proximité de Calgary au Canada.
Fondé le 5 mai 2018, le club joue en 2019 sa première saison dans la Première ligue canadienne de soccer (PLC).

## Histoire
Le 5 mai 2018, l'Association canadienne de soccer approuve la formation de quatre clubs qui vont éventuellement faire partie de la future Première ligue canadienne de soccer (PLC), à Halifax, Calgary, York et dans une région non spécifiée de la Colombie-Britannique identifiée par l'appellation « Port City ».
Le 17 mai 2018, la Première ligue canadienne annonce que le Cavalry FC est la deuxième équipe à rejoindre la ligue et qu'elle disputera la première saison du championnat en 2019.
Le 26 juin 2019, le Cavalry FC en remportant le tournoi de printemps de la première saison de la Première ligue se qualifie pour la finale du championnat.
En juillet 2019, le Cavalry FC devient le premier club n'évoluant pas en MLS à battre un club canadien de la MLS, les Whitecaps de Vancouver en matchs aller et retour en Championnat canadien de soccer.

## Palmarès et records

### Palmarès
| Compétitions nationales |
| - Première ligue canadienne : - Vice-champion : 2019 - Vainqueur de la saison régulière (2) : Printemps 2019 et Automne 2019 |

### Bilan par saison
| Saison | Tournoi          | Saison régulière | Saison régulière | Saison régulière | Saison régulière | Saison régulière | Saison régulière | Saison régulière | Position | Position | Séries éliminatoires | Championnat canadien | CONCACAF     | Affl. moy. saison rég. | Affl. moy. séries éli. |
| Saison | Tournoi          | M                | V                | N                | D                | BP               | BC               | Pts              | Conf.    | Ligue    | Séries éliminatoires | Championnat canadien | CONCACAF     | Affl. moy. saison rég. | Affl. moy. séries éli. |
| ------ | ---------------- | ---------------- | ---------------- | ---------------- | ---------------- | ---------------- | ---------------- | ---------------- | -------- | -------- | -------------------- | -------------------- | ------------ | ---------------------- | ---------------------- |
| 2019   | Printemps        | 10               | 8                | 0                | 2                | 16               | 7                | 24               | 1er/7    | 1er/7    | Finale               | Demi-finale          | Non éligible | 3 292                  | 5 831                  |
| 2019   | Automne          | 18               | 11               | 5                | 2                | 35               | 12               | 38               | 1er/7    | 1er/7    | Finale               | Demi-finale          | Non éligible | 3 292                  | 5 831                  |
| 2020   | The Island Games | 7                | 4                | 1                | 2                | 10               | 7                | 13               | -        | 1er/8    | Groupe final         | Non qualifié         | Non qualifié | N/A                    | N/A                    |
| 2021   | -                | 28               | 14               | 8                | 6                | 34               | 30               | 50               | -        | 2e/7     | Demi-finale          | Quarts de finale     | Non qualifié | 2 544                  | 2 927                  |
| 2022   | -                | 28               | 14               | 5                | 9                | 39               | 33               | 47               | -        | 3e/7     | Demi-finale          | Quarts de finale     | Non qualifié | 3 492                  | N/A                    |
| 2023   | -                | En cours         | En cours         | En cours         | En cours         | En cours         | En cours         | En cours         | -        | /8       | À venir              | Premier tour         | Non qualifié |                        |                        |

#### Meilleurs buteurs par saison
| Saison | Meilleurs buteurs | Meilleurs buteurs |
| Saison | Joueurs           | Buts              |
| ------ | ----------------- | ----------------- |
| 2019   | Dominique Malonga | 13                |
| 2020   | Jordan Brown      | 3                 |
| 2020   | Nathan Mavila     | 3                 |
| 2021   | Joe Mason         | 8                 |
| 2022   | Joe Mason         | 8                 |

## Personnalités du club

### Entraîneurs
| Rang | Entraîneur               | Nationalité | Début       | Fin      | Matchs | Victoires | Nuls | Défaites | % victoires | Palmarès                                                          |
| ---- | ------------------------ | ----------- | ----------- | -------- | ------ | --------- | ---- | -------- | ----------- | ----------------------------------------------------------------- |
| 1    | Thomas Wheeldon Jr. (en) | Angleterre  | 17 mai 2018 | En poste | 38     | 23        | 7    | 8        | 60.53%      | 2x tournois saisonniers de PLCan (Printemps 2019 et Automne 2019) |

## Rivalités

### Al Classico
Depuis 2019, le Cavalry FC entretient une rivalité contre le FC Edmonton, qui se trouve à Edmonton. Cette rivalité, surnommé «Al Classico» (où «Al» signifie l'Alberta), fut devenu réalité pour la première fois en 2018 quand deux matches amicaux entre les Foothills de Calgary et l'académie du FC Edmonton eurent lieu. Après que le Cavalry FC fut créé et que le FC Edmonton ranima son équipe professionnelle, la rivalité entre ces deux équipes hérita le nom «Al Classico».